# Liste des routes radiales au Brésil
Liste des routes radiales au Brésil :
- BR-010 : Brasilia (DF) - Belém (PA), 1 954,100 km à travers le District fédéral, les États de Goiás, du Tocantins, du Maranhão et du Pará.
Détail du parcours et carte. (Certains tronçons sont inachevés ; voir les détails sous les liens)
- BR-020 : Brasilia (DF) - Fortaleza (CE), 2 038,500 km à travers le District fédéral, les États de Goiás, de Bahia, du Piauí et du Ceará.
Détail du parcours et carte. (Certains tronçons sont inachevés ; voir les détails sous les liens)
- BR-030 : Brasilia (DF) - Campinho (BA), 1 158 km à travers le District fédéral, les États de Goiás, du Minas Gerais et de Bahia.
Détail du parcours et carte. (Certains tronçons sont inachevés ; voir les détails sous les liens)
- BR-040 : Brasilia (DF) - Rio de Janeiro (RJ), 1 178,700 km à travers le District fédéral, les États de Goiás, du Minas Gerais et de Rio de Janeiro.
Détail du parcours et carte.
- BR-050 : Brasilia (DF) - Santos (SP), 1 025,300 km à travers le District fédéral, les États de Goiás, du Minas Gerais et de São Paulo.
Détail du parcours et carte.
- BR-060 : Brasilia (DF) - Bela Vista (MS), 1 329,300 km à travers le District fédéral, les États de Goiás et du Mato Grosso do Sul.
Détail du parcours et carte.
- BR-070 : Brasilia (DF) - Cáceres (MT), 1 317,700 km à travers le District fédéral, les États de Goiás et du Mato Grosso.
Détail du parcours et carte.
- BR-080 : Brasilia (DF) - Uruaçu (GO), 228,300 km à travers le District fédéral et l'État de Goiás.
Détail du parcours et carte.
- BR-090 : en projet.

## Note
Les codifications des États brésiliens sont les suivantes :

AC : Acre ; AL : Alagoas ; AM : Amazonas ; AP : Amapá ; BA : Bahia ; CE : Ceará ; DF : District Fédéral ; ES : Espírito Santo ; GO ; Goiás ; MA : Maranhão ; MG : Minas Gerais ; MS : Mato Grosso do Sul ; MT : Mato Grosso ; PA : Pará ; PB : Paraíba ; PE : Pernambouc ; PI : Piauí ; PR : Paraná ; RJ : Rio de Janeiro ; RN : Rio Grande do Norte ; RO : Rondônia ; RR : Roraima ; RS : Rio Grande do Sul ; SC : Santa Catarina ; SE : Sergipe ; SP : São Paulo ; TO : Tocantins.